# Институт геофизических исследований
Институт геофизических исследований входит в состав Национального ядерного центра РК. Образован в 1993 году в целях обеспечения геофизического сопровождения деятельности Национального ядерного центра в области атомной науки и техники. Включает сейсмические станции, геофизическую обсерваторию, предприятие «Недра» и другие объекты. Институт осуществляет деятельность на 17 площадках, размещённых в большинстве регионов Казахстана.
Основные направления деятельности: фундаментальные и прикладные геофизические исследования земли, атмосферы, околоземного пространства; геофизический мониторинг ядерных испытаний в поддержку международных договоров и соглашений Казахстана; разработка и применение геофизических методов изучения и мониторинга состояния недр в местах проведения подземных ядерных взрывов, включая мирные; изучение строения геологических структур, прогноз и поиск месторождений полезных ископаемых; исследование геодинамического режима и глубинного строения районов, регистрация и изучение природной и техногенной сейсмичности; инженерно-геологические исследования для выбора мест размещения наиболее ответственных сооружений (атомной энергетики, хранилищ РАО) и др.